# Diagramma di Bjerrum

Un diagramma di Bjerrum che riporta le variazioni del sistema del carbonato nell'acqua di mare a causa dell'acidificazione degli oceani.

Un diagramma di Bjerrum, dal nome del creatore il chimico danese Niels Janniksen Bjerrum, è un grafico della concentrazione di differenti specie di acidi poliprotici in una soluzione in funzione del pH, quando la soluzione è in equilibrio chimico.
Poiché la variazione della concentrazione può differire di parecchi ordini di grandezza, si utilizza spesso una scala logaritmica; a volte si preferisce mettere in grafico i rapporti di concentrazione, al posto delle concentrazioni effettive e occasionalmente si mettono in grafico anche gli ioni H+ e OH−.
Viene frequentemente messo in diagramma il sistema del carbonato, dove l'acido poliprotico (in questo caso diprotico) è l'acido carbonico, che può dissociarsi dando luogo a diossido di carbonio, bicarbonato e carbonato. In ambiente acido, la forma dominante è CO2; in ambiente basico è CO32−; nelle condizioni intermedie è HCO3−. Si assume che ad ogni pH la concentrazione di acido carbonico sia trascurabile in confronto alla CO2, e pertanto l'acido non viene riportato nei diagrammi di Bjerrum. Questi diagrammi sono frequentemente utilizzati in chimica oceanica per tracciare la risposta dell'oceano ai cambi sia di pH che di carbonati e CO2.
Si possono costruire diagrammi di Bjerrum anche per altri acidi poliprotici come l'acido salicilico, l'acido borico, l'acido solforico e l'acido fosforico.

## Equazioni del diagramma di Bjerrum per il sistema del carbonato
Le concentrazioni all'equilibrio del diossido di carbonio, acido carbonico, ioni dell'idrogeno, bicarbonato e carbonato sono date da:
{\displaystyle [{\textrm {CO}}_{2}]_{eq}={\frac {[{\textrm {H}}^{+}]_{eq}^{2}}{[{\textrm {H}}^{+}]_{eq}^{2}+K_{1}[{\textrm {H}}^{+}]_{eq}+K_{1}K_{2}}}\times {\textrm {DIC}},}
{\displaystyle [{\textrm {HCO}}_{3}^{-}]_{eq}={\frac {K_{1}[{\textrm {H}}^{+}]_{eq}}{[{\textrm {H}}^{+}]_{eq}^{2}+K_{1}[{\textrm {H}}^{+}]_{eq}+K_{1}K_{2}}}\times {\textrm {DIC}},}
{\displaystyle [{\textrm {CO}}_{3}^{2-}]_{eq}={\frac {K_{1}K_{2}}{[{\textrm {H}}^{+}]_{eq}^{2}+K_{1}[{\textrm {H}}^{+}]_{eq}+K_{1}K_{2}}}\times {\textrm {DIC}},}
dove il suffisso 'eq' indica che si tratta di concentrazioni all'equilibrio, K1 è la costante di equilibrio per la reazione
CO2 + H2O ⇌ H+ + HCO3− (cioè la prima costante di dissociazione acida dell'acido carbonico),
K2 è la costante di equilibrio per la reazione
HCO3− ⇌  H+ + CO32− (cioè la seconda costante di dissociazione acida dell'acido carbonico),
e DIC è la concentrazione complessiva e invariante del carbonio inorganico totale dissolto nel sistema (DIC è l'acronimo dell'inglese:"Dissolved Inorganic Carbon"), cioè

CO2 + [HCO3−] + [CO32−].

K1, K2 e DIC sono espresse in unità di concentrazione, mol/l.

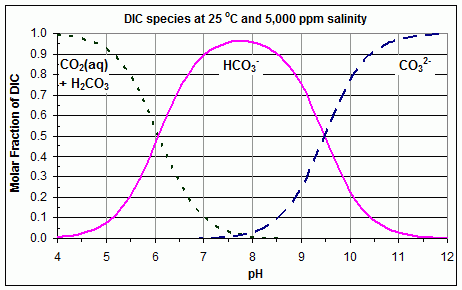
La distribuzione delle tipologie di carbonio inorganico in funzione del pH, in acqua marina a 25 °C.

In un diagramma di Bjerrum queste tre equazioni vengono usate per mettere in grafico le tre specie in funzione di pH = –log10[H+]eq, per ogni valore K1, K2 e DIC. Le frazioni in queste equazioni danno le proporzioni relative delle tre specie, per cui qualora non sia nota la DIC o le concentrazioni effettive, si possono mettere in grafico le proporzioni relative.
Queste equazioni mostrano che le curve per la CO2 e HCO3− si intersecano per [H+]eq = K1, e le curve per HCO3− e CO32− si intersecano per [H+]eq = K2. Pertanto i valori di K1 e K2 usati per creare un diagramma di Bjerrum, possono essere facilmente ricavati dal diagramma stesso, leggendo i valori di concentrazione ai punti di intersezione. Un esempio di diagramma con un asse Y lineare è mostrato nel grafico in figura.
È da notare che i valori di K1 e K2, e di conseguenza le curve del diagramma, variano sostanzialmente con la temperatura e la salinità.